# 5000 lire "Università di Pisa" - II emissione
Le 5000 lire "Università di Pisa" sono una moneta commemorativa argentata la cui emissione venne autorizzata con D.M.T. 24 maggio 1993. Ha un valore nominale di 500 lire ed è dedicata alla 650ª della fondazione dell'Università di Pisa. Tale moneta rappresenta la prima emissione all'interno della serie dedicata alle celebrazioni per la fondazione del prestigioso ateneo.

## Dati tecnici
Al dritto al centro è riprodotto un cherubino, simbolo dell'Università di Pisa, entro un motivo decorativo; sotto è scritto il nome dell'autore FRAPICCINI, in giro è scritto "REPUBBLICA ITALIANA".
Al rovescio al centro composizione con una sezione del Battistero di Pisa ed un pendolo, sotto stanno la data ed il segno di zecca R e attorno vi è la legenda "VIR SAPIENS QVAERIT PACEM"; il tutto è circondato da un motivo decorativo. L'indicazione del valore è in basso, mentre in giro vi è la legenda "650° ANNIVERSARIO FONDAZIONE UNIVERSITA' DI PISA".
Nel contorno: in rilievo, "R.I." fra stella e lauro per tre volte
Il diametro è di 32 mm, il peso di 18 g e il titolo è di 835/1000
La moneta è presentata nella duplice versione fior di conio e fondo specchio, rispettivamente in 42.000 e 8.500 esemplari.